# Bardeleben (Adelsgeschlechter)
Bardeleben ist der Name von drei unabhängig voneinander bestehenden Adelsgeschlechtern.

## Bardeleben (Magdeburg/Estland)
Magdeburgisches Uradelsgeschlecht mit gleichnamigem Stammhaus Barleben bei Magdeburg. Es wurde 1159 mit Heremanus de Bardenlove erstmals urkundlich erwähnt. Die direkte Stammreihe begann mit Ekkehard von Bardeleben, urkundlich 1359–1378, Gutsbesitzer u. a. auf Alt-Brandenburg.
In Estland war der Name von Barlowen (bzw. Barloewen, Barlöwen), und das Wappen ähnlich. Die Familie wurde 1841 in die Matrikel der Estländischen Ritterschaft aufgenommen. Bereits 1450 ist in den Brudertrunkbüchern der Revaler Schwarzhäupter-Gesellschaft Hinrik Bardeleve oder Bardeleff verzeichnet. Am 2. August 1454 wird er der salige [selige] Hinrik Bardeleve genannt (im Tafelbruder-Register Hinrik Bardelage). Von 1461 an sind die Formen Barlow, Berlow, Berlou, Berlo vorherrschend. Später befestigt sich die Form Barlöwen. Das Geschlecht urkundet 1606 in Estland (Revaler Stadtarchiv) mit Johann Barleuen, während die sichere Stammreihe mit Fromhold Ernst Berleben, 1696 schwedischer Kornett, beginnt.

### Ausbreitung und Besitzungen
Wichtige Besitzungen der Familie in Brandenburg waren u. a. die Güter Selbelang, Behnitz, Retzow, Ribbeck etc.

### Wappen
- Magdeburg: In Rot unter einem schrägrechts liegenden Beil (Barte) an goldenem Stiel eine silberne Rose; auf dem Helm mit rot-silbernen Decken ein natürlicher Pfauenwedel, beidseits beseitet von einem Beil und einer Rose wie im Schilde.
- Estland: In Blau unter einer schräglinks liegender Barte an goldenem Stiel eine silberne Rose; auf dem Helm mit blau-goldenen Decken drei silberne Straußenfedern zwischen zwei Barten wie im Schild.

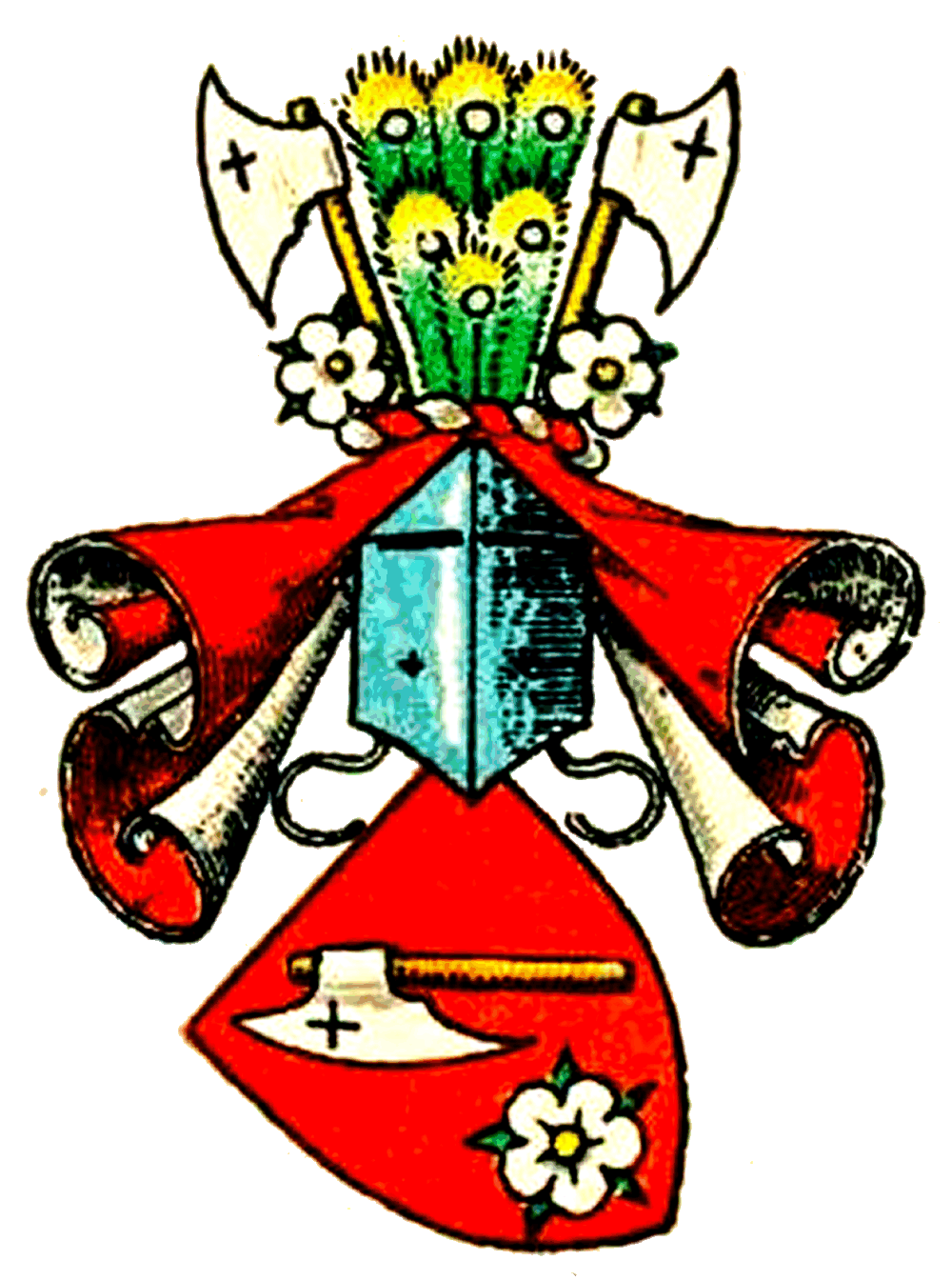
Wappen derer von Bardeleben (Magdeburg)
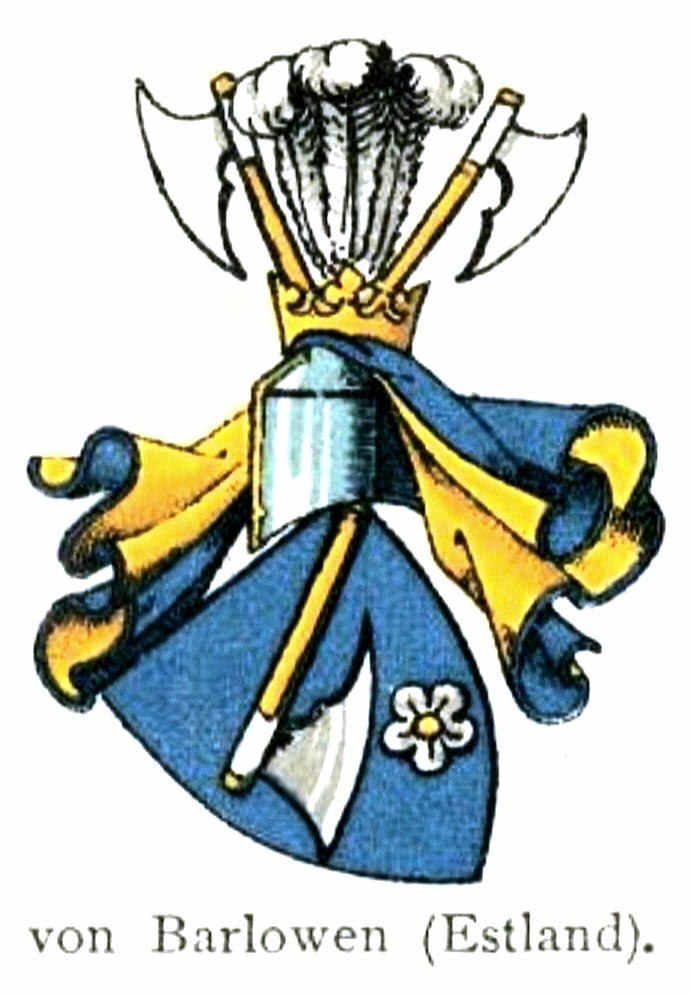
Wappen derer von Barlowen (Estland)

### Bekannte Familienmitglieder

#### Bardeleben
- Carl Ludwig von Bardeleben (1722–1787), preußischer Landrat
- Christoph Georg von Bardeleben (1648–1730), Erbherr auf Ribbeck, Selbelang und Retzow, in kaiserlichen Kriegsdiensten
- Christoph von Bardeleben (1724–1784), hessischer Generalleutnant und Gouveurneur von Kassel; seine Tochter Christine von Bardeleben (1765–1835) war die Ehefrau[4] des Ernst von Hessen-Rotenburg
- Christoph Karl Friedrich von Bardeleben (1727–1730), preußischer Generalmajor
- Curt von Bardeleben (1861–1924), deutscher Schachspieler und Schachtheoretiker
- Eveline Ernestine von Bardeleben (1800–1845), Schriftstellerin[5][6]
- Eveline von Bardeleben (1820–1872), Schriftstellerin, Sameriterin[7][8]
- Friedrich von Bardeleben (1839–1933), preußischer Generalmajor[9]
- Hans Christoph von Bardeleben (1666–1736), preußischer Generalleutnant der Infanterie
- Georg Friedrich Christoph von Bardeleben (1734–1801), preußischer Generalleutnant, Chef des Dragoner-Regiments Nr. 8
- Moritz von Bardeleben (1777–1868), preußischer General der Infanterie, Gouverneur der Festung Koblenz und Ehrenbreitstein
- Moritz von Bardeleben (1814–1890), Oberpräsident der Rheinprovinz
- Karl Alexander von Bardeleben (1770–1813), Mitbegründer der preußischen Landwehr
- Kurt von Bardeleben (1796–1854), preußischer Landrat sowie Abgeordneter der Frankfurter und preußischen Nationalversammlung
- Pauline von Knoblauch, geborene von Bardeleben (1811–1884),[10] Gutsherrin auf Pessin und Namenspatronin der Gemeinde Paulinenaue
- Wilhelm von Bardeleben (1796–1859), kurhessischer Generalmajor

#### Barloewen
- Constantin von Barloewen (* 1952), Anthropologe

## Bardeleben (Minden)
Dieses Uradelsgeschlecht stammt aus dem Raum Minden und nannte sich wohl nach dem Ort Bardelage/Bartlage/Bartlegen/jetzt Bartling bei Minden und wurde im Jahr 1220 mit Heinricus de Bardeleve, miles in Scowenberc, erstmals urkundlich erwähnt. Die direkte Stammreihe begann mit Johann von Bardeleben († vor 1451).

### Wappen
In Silber 3 (2, 1) aufgerichtete schwarze Beile (Barten); auf dem Helm mit schwarz-silbernen Decken 2 auswärts gekehrte schwarze Beile zwischen 2 silbernen Straußenfedern.

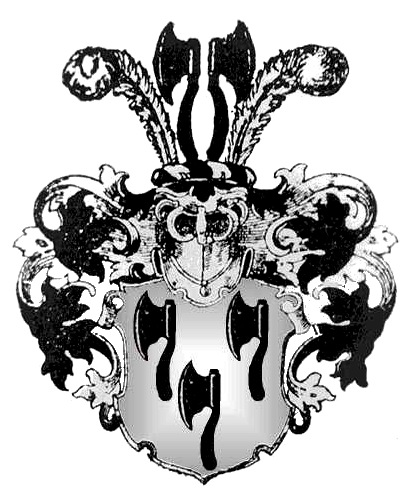
Wappen derer von Bardeleben (Minden)
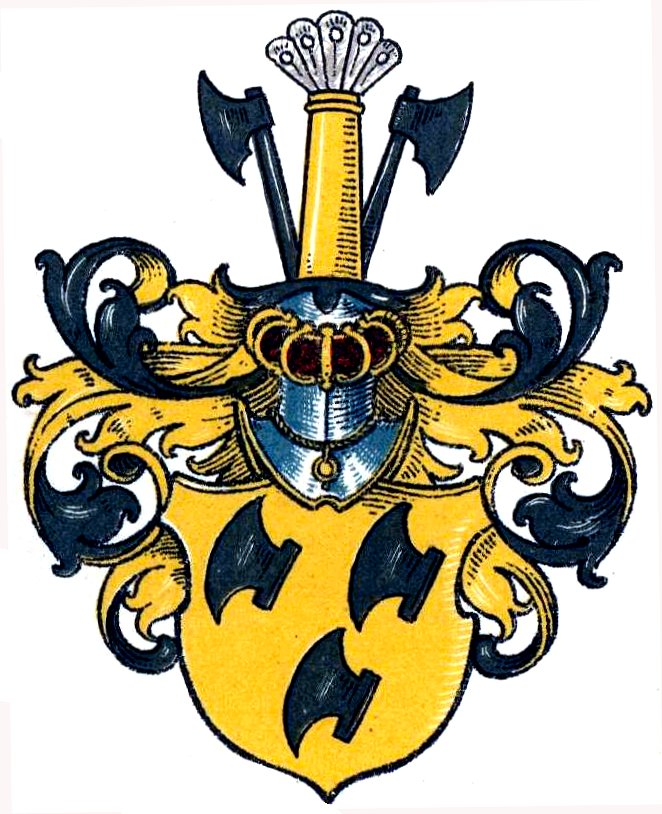
Wappen derer von Bardeleben in Spießens Wappenbuch des Westfälischen Adels

### Bekannte Familienmitglieder
- Albrecht von Bardeleben (1777–1856), kurhessischer Generalleutnant und Kriegsminister
- Albrecht von Bardeleben (1803–1889), preußischer Generalleutnant[12]
- Emil von Bardeleben (1817–1890), Gutsbesitzer, Mitglied der kurhessischen Ständeversammlung
- Christa von Bardeleben, deutsche Autorin[13]

## Bardeleben (1891)
Stammvater dieses briefadeligen Geschlechts ist Johann August Andreas Schwager, dessen Sohn Heinrich Adolf Schwager als Adoptivsohn des Heinrich Karl Ludwig Bardeleben den Namen Schwager-Bardeleben führte, und am 2. Mai 1848 die Genehmigung zur ausschließlichen Führung des Familiennamens Bardeleben erhielt. Erhebung in den preußischen Adelsstand am 11. Dezember 1891 in Neugattersleben mit Diplom vom 15. Dezember 1891 mit Namensführung von Bardeleben für Heinrich Adolf Bardeleben (1819–1895).

### Wappen
In Rot eine silberne Hellebarde und eine preußische Ulanenlanze aufwärts-geschrägt; auf dem Helm mit rot-silbernen Decken die Schildfiguren vor einem grünen Eichenzweig mit fünf Blättern.

### Bekannte Familienmitglieder
- Heinrich Adolf von Bardeleben (1819–1895), deutscher Chirurg
- Karl von Bardeleben (1849–1918), deutscher Mediziner
- Marie von Bardeleben alias Mite Kremnitz (1852–1916), deutsche Schriftstellerin, Tochter von Heinrich Adolf von Bardeleben

## Bekannte Familienmitglieder ohne Zuordnung
- Carl von Bardeleben (1840–1928), preußischer Generalleutnant und Genealoge[14][15]
- Philipp Ernst von Bardeleben († 1744), preußischer Oberst